# Frans de Cort
Pour les articles homonymes, voir Cort (homonymie).
Frans Jozef de Cort, né à Anvers le 21 juin 1834 et mort à Ixelles le 18 janvier 1878, est un poète belge flamand d'expression néerlandaise.

## Biographie
De Cort étudia à l'athénée d'Anvers et travailla ensuite pour un bureau commercial. Dès 1857, en collaboration avec Jan Van Rijswijck, il publia le journal De Grondwet (La Constitution) jusqu'au moment où il devint, au mois d'août de l'année suivante, rédacteur du journal anversois De Schelde (L'Escaut). En 1860, il devint agent d'une compagnie de navigation.
En 1861, il devint secrétaire de l'auditeur général du tribunal militaire à Bruxelles, poste qu'il occupera jusqu'à la fin de sa vie. Il s'installa définitivement à Bruxelles et, la même année, devint le gendre du poète Johan Michiel Dautzenberg à qui il succéda, toujours en 1861, en tant que rédacteur du Toekomst (L'Avenir), une revue de l'éducation, de l'enseignement, de la linguistique et de la littérature. Il conservera ce poste jusqu'en 1875. Il fut également cofondateur du Nederduitsch Maandschrift (1862-1863, Le Mensuel bas-allemand, c'est-à-dire néerlandais).
Il était un éminent poète populaire, libéral et flamingant à la fois, de chansons dans le style de Jan van Rijswijck et, plus tard (selon Van Bork et Verkuijsse), de « scènes de genre sensibles et chaleureuses », comme Moeder en kind (Mère et enfant), qui excellent par leur « simplicité frappante » et qui ont souvent été mises en musique.
Selon Coopman et Scharpé, l'exubérance des chansons généreuses de la période anversoise fut remplacée, sous l'influence du « bonheur tranquille et intime », par un « sentiment plus profond » afin de mettre désormais l'accent sur la « parfaite exactitude » formelle.
Comme flamingant libéral convaincu, De Cort exprimait son attachement à son peuple éprouvé par des poèmes et chansons d'esprit combatif, tout en dénonçant l'influence néfaste de la France sur l'âme du peuple flamand. Il ne s'agissait pas là d'une conception de la nature d'un peuple par son appartenance à une race, mais par sa langue, puisque : « la patrie disparaît avec la langue ». Ainsi, il créa une chanson ayant comme refrain : « Ô Seigneur, accordez aussi à ce Français frivole un peu de bon sens. »  Sa solidarité avec la lutte d'émancipation flamande l'emporta sur les principes libéraux, raison pour laquelle il se refusa d'être tout simplement un partisan servile du parti libéral. Il s'exclama : « Cléricaux, libéraux, disputez-vous et luttez autant que vous voulez. »  Il voulait rester en dehors de tout ça, ne désirant autre chose que de « bouger librement et joyeux sur la terre », pourvu que les intérêts flamands prissent le dessus. En 1864, il s'adressera aux Gantois par les paroles suivantes : « Déchirez ces cocardes qui vous distinguent !  Amis, frères, vous tous : flamingants est votre nom ! »
La ville d'Anvers donna son nom à l'une de ses rues.

## Œuvres
- 1857 : Liederen (Chansons), 1re série, Anvers
- 1859 : Liederen (Chansons), 2e série, Anvers
- 1862 : De schoonste liederen van Robert Burns, uit het Schotsch vertaald (Les Plus Belles Chansons de Robert Burns, traduites de l'écossais), Bruxelles
- 1864 : Het gebruik der talen in België, door Frans Reynen (L'Emploi des langues en Belgique, par Frans Reynen), Bruxelles
- 1866 : Zingzang (Chantechant), Bruxelles
- 1868 : Liederen (Chansons), Groningue
- 1912 : Liederen en gedichten (Chansons et Poèmes), Madame de Wildeman-de Cort/Maurits Sabbe (éd.), introduction de Paul Frédéricq.